# Zöldes sarkvirág
A zöldes sarkvirág (Platanthera chlorantha) a kosborfélék családjába tartozó, erdőkben, lápréteken élő, Magyarországon védett növényfaj. 

## Megjelenése
A zöldes sarkvirág 25–60 cm magas lágyszárú, évelő növény. A földben két, 2–4 cm hosszú, nyújtott ovális formájú gumója van. Szára vékony, egyenesen felálló, kissé bordázott. Két vagy három tőlevele 10–20 cm hosszú és 3–8 cm széles, ovális, sötétzöld színű, fényes felületű és nyéllel kapcsolódnak a szárhoz. Szárán néhány apró, váltakozva elhelyezkedő, ülő helyzetű, keskeny, hegyes szárlevél is található.
Május-júniusban virágzik. Kis, 1–2 cm-es zöldesfehér, illatos virágai laza fürtöt alkotnak, amelyben 9-32 virág található. Külső lepellevelei (szirmai) 7-15 mm hosszúak, 5-7,5 mm szélesek, míg a belső lepellevelek hossza 7-11 mm, szélessége 1,8-4 mm. Az oldalsó két külső lepellevél kétfelé szétáll, a többiek felül sisakszerűen összeborulnak. A mézajak hosszú (10–16 mm) és egészen keskeny, ívesen hajló, osztatlan; vége sárgászöld. Hosszú, 18–27 mm-es, egyenes vagy lefelé ívelő, zöldes végű sarkantyúja a végén kissé kiszélesedik, vége tompa. Portokjának két rekesze távol van egymástól és kis szöget zárnak be egymással. Illata nincs vagy csak nagyon enyhe. 
Termése felfelé álló, 14-19 mm hosszú és 3,5-6 mm széles toktermés, amelyben átlagosan 5300 (3000-9500) egészen apró mag található.
Kromoszómaszáma 2n=42.
Nagyon hasonlít hozzá a kétlevelű sarkvirág (Plathanthera bifolia), de annak virága egészen fehér, sarkantyújának vége cérnaszerűen hegyesedik, portokja rekeszei közel vannak és párhuzamosak; ezenkívül jól érezhetően illatozik. 

## Elterjedése
Eurázsiai elterjedésű faj, Európában, Oroszországban, Kína északi részén, Koreában és Japánban él kb. 2500 m-es magasságig. Európában a Brit-szigetektől a Kaukázusig, Közép-Skandináviától Görögországig megtalálható. Magyarországon ritka, a Kisalföldön, az Észak-Alföldön, a Nyírségben, Békés vármegyében, Paks környékén, a Csepel-szigeten vannak populációi. Inkább dombvidéki növény (hazai állományainak 44%-a itt található), de előfordul alacsonyabb hegységekben (25%) és síkságokon (24%) is. 

## Életmódja
Bükkösökben, gyertyános-tölgyesekben, homoki tölgyesekben, ligeterdőkben, bokorerdőkben, lápréteken, erdeifenyvesekben egyaránt megtalálható (inkább az erdőszélen és tisztásokon). A talaj kémhatására nem különösebben érzékeny, élőhelyein pH 5,3-8 között mérték (átlag 6,4).
Hajtásai a csírázás után általában két év múlva jelennek meg a felszínen. A csírázás és a virágzás között 8-11 év is eltelhet. Élettartama 20-27 év. Egész életciklusa alatt, de különösen a csírázás után szüksége van a gombaszimbiontákra, amelyek a Rhizoctonia, Leptodontinium, Tulasnella, Wilcoxina, Phialaphora nemzetségekből kerülnek ki. 
Levelei a hóolvadást követően hajtanak ki. Május elejétől június végéig virágzik, középnapja június 4. A magok augusztus-szeptemberre érnek be. Az éjszakai bagolylepkék (pl. C-betűs aranybagolylepke vagy csinos ezüstbagolylepke),  és szenderlepkék (szőlőszender, piros szender) porozzák be, amelyek hosszú pödörnyelvükkel elérik a sarkantyú mélyén a nektárt. A megtermékenyülés hatásfoka 30-95% között mozog. Vegetatívan csak nagyon ritkán szaporodik. Esetenként hibridizálódhat a kétlevelű sarkvirággal.  

## Természetvédelmi helyzete
A zöldes sarkvirág viszonylag nagy területen elterjedt, de visszaszorulóban van, létszáma megcsappant. A Természetvédelmi Világszövetség Vörös listáján "nem fenyegetett" státusszal szerepel. Elsősorban élőhelyei elvesztése, az erdők kivágása és fenyvesekkel újratelepítése vagy mezőgazdasági hasznosítása jelent fenyegetést számára. Magyarországon eddig összesen 122, 1990 óta 58 állományát mérték fel, visszaszorulása 52%-os. Teljes hazai egyedszáma néhány ezres lehet. 1988 óta védett, természetvédelmi értéke 10 000 Ft. 

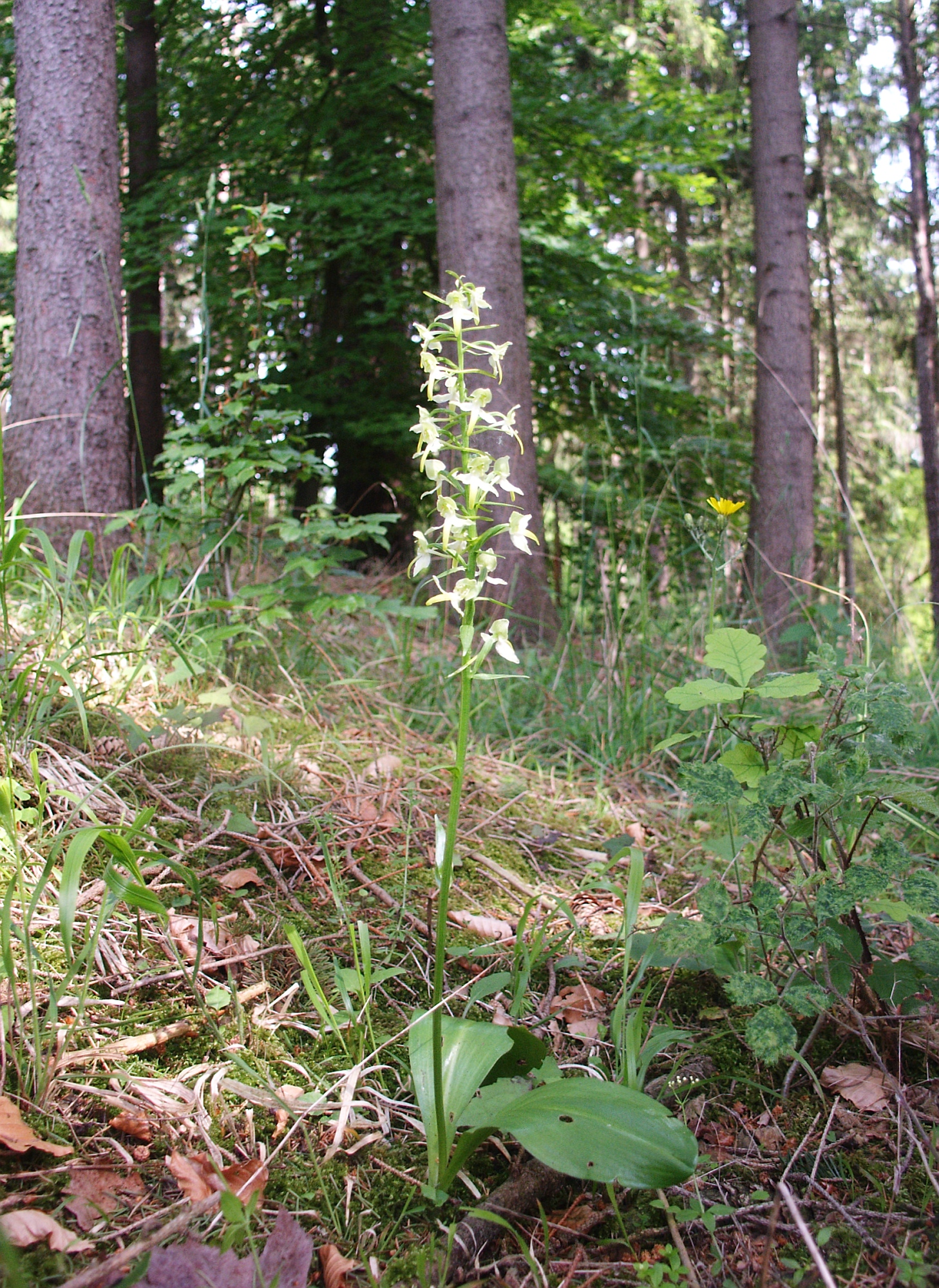
Habitusa
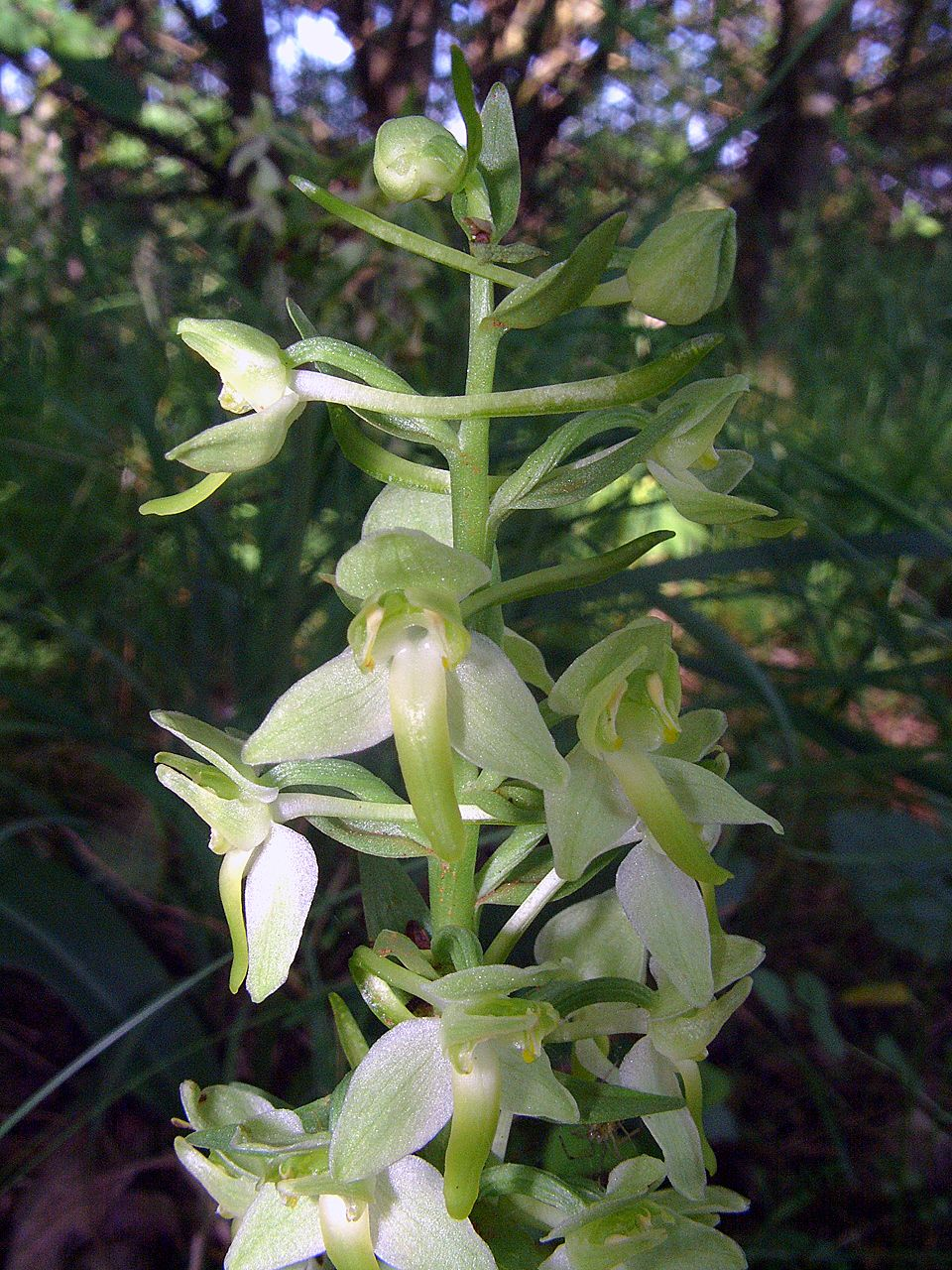
Virágzata. Látható a kiszélesedő sarkantyú
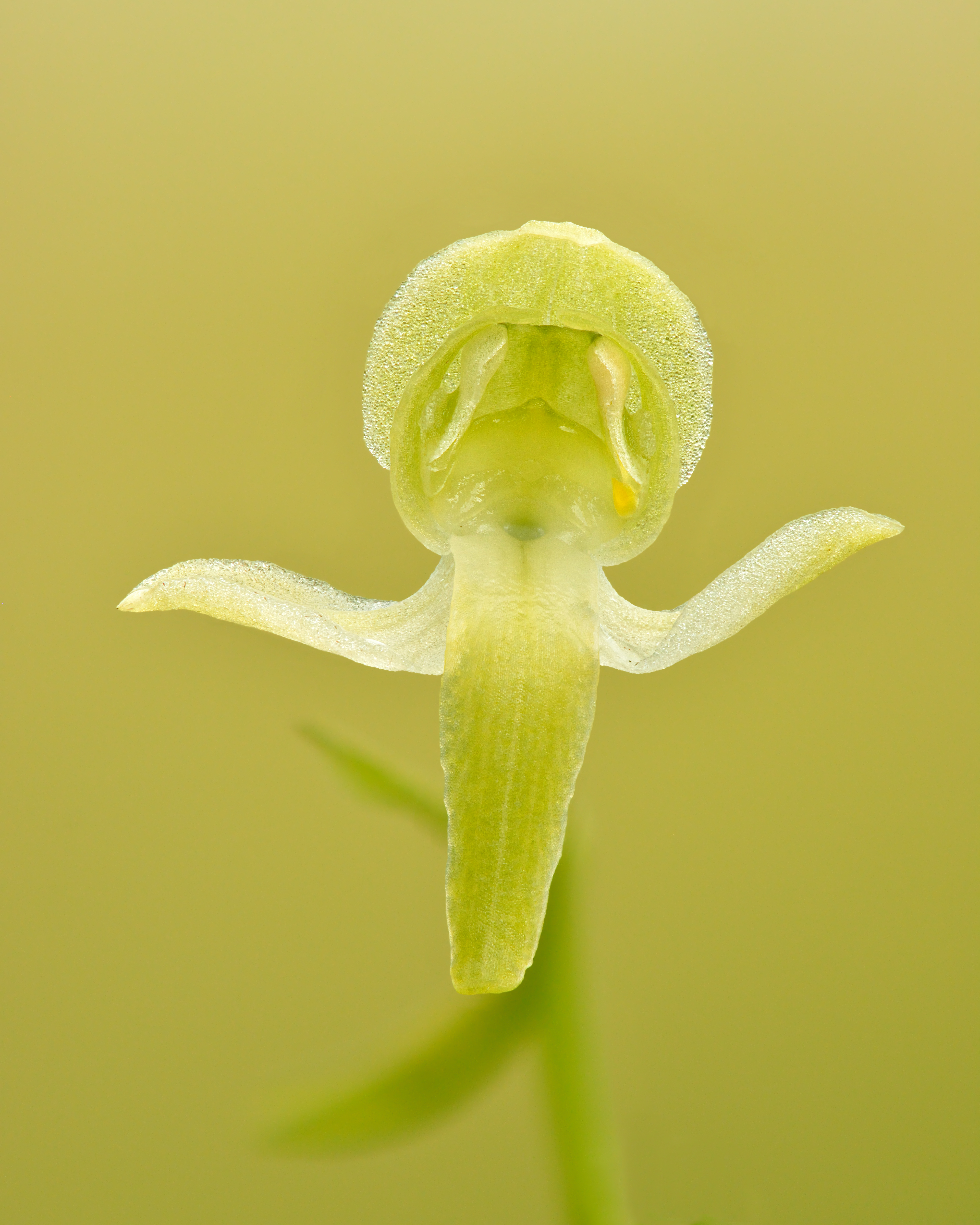
Virága közelről
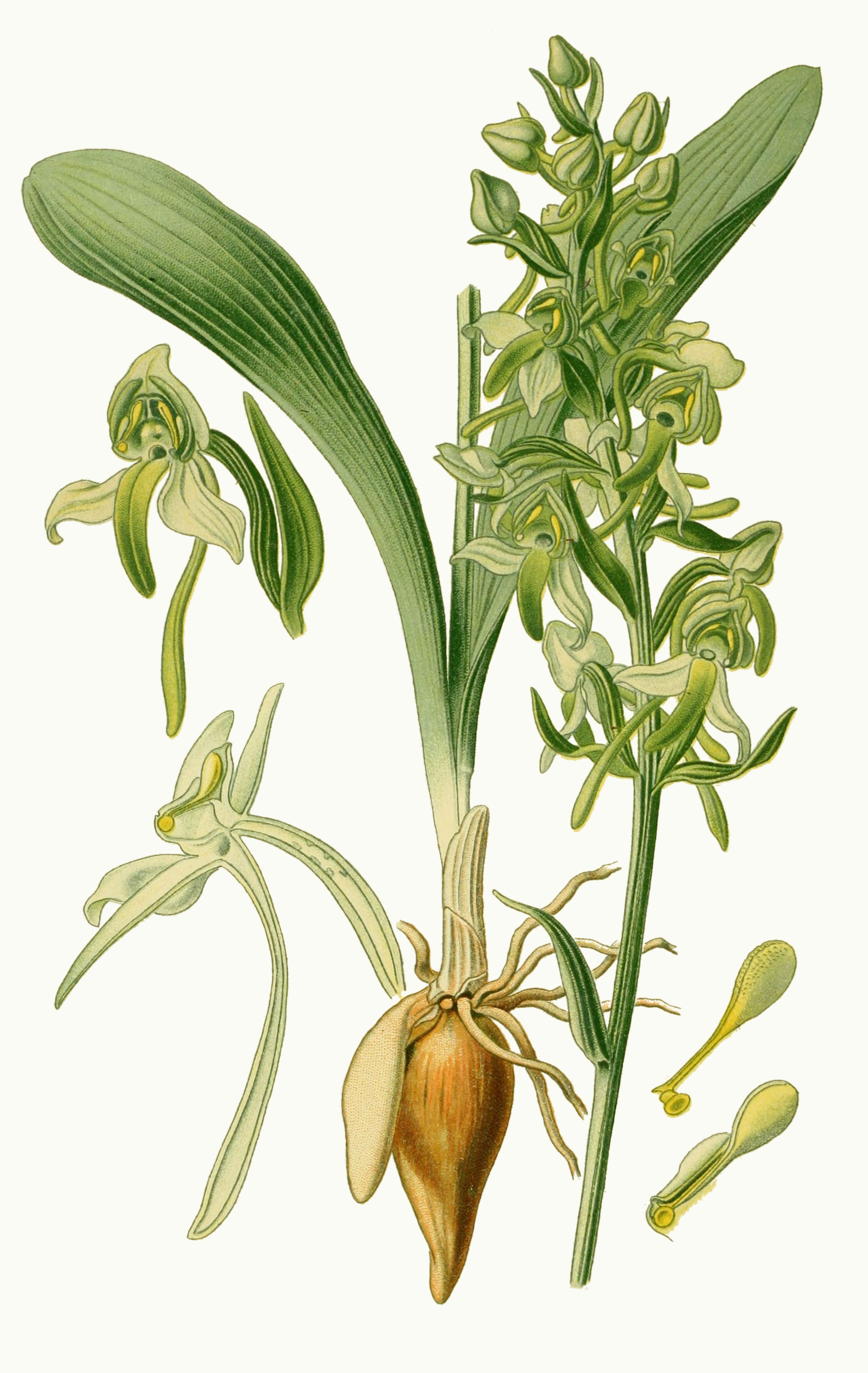
1904-es ábrázolása egy német botanikakönyvben